# Progomphus
Progomphus é um género de libelinha da família Gomphidae.
Este género contém as seguintes espécies:
- Progomphus alachuensis
- Progomphus bellei
- Progomphus borealis
- Progomphus obscurus
- Progomphus risi
- Progomphus serenus
- Progomphus tennesseni
- Progomphus zephyrus